# ベキム・バライ
ベキム・バライ（Bekim Balaj 、1991年1月11日  - ）は、アルバニア・シュコドラ出身のプロサッカー選手。アルバニア代表。ボルスポル所属。ポジションは、フォワード。

## クラブ経歴
地元クラブのFKヴラズニアでプレーを始め、2009年に17歳でプロデビュー。デビューシーズンながら38試合17ゴールの好成績を収め、翌シーズントルコのゲンチレルビルリイSKにした。しかし出場機会をほとんど得られず、1シーズンでアルバニアに戻りKFティラナに加入した。
2013年1月、ACスパルタ・プラハに移籍。2013–14シーズンはポーランドのヤギエロニア・ビャウィストクにレンタル移籍した。
2015年1月、HNKリエカに60万ユーロで移籍。
2016年6月8日、FCアフマト・グロズヌイに移籍。
2019年7月26日、SKシュトゥルム・グラーツに移籍。
2021年7月21日、FKオリンピエツ・ニジニ・ノヴゴロドに移籍。
2022年1月30日、ボルスポルに移籍。

## 代表歴
U-19世代から代表に招集され、UEFA U-19欧州選手権2009予選、UEFA U-21欧州選手権2011予選、UEFA U-21欧州選手権2013予選などに出場した。
2010年2月17日開催の親善試合・コソボ代表戦でA代表デビュー。初ゴールも記録した。2013年10月15日開催の2014 FIFAワールドカップ・ヨーロッパ予選・キプロス代表戦で国際Aマッチ初出場。2014年9月7日開催のUEFA EURO 2016予選・ポルトガル代表戦で公式戦初ゴール。

### ゴール
| No. | 開催日         | 会場                 | 対戦国                   | スコア | 結果 | 大会                        |
| --- | -------------- | -------------------- | ------------------------ | ------ | ---- | --------------------------- |
| 1   | 2014年9月7日   | アヴェイロ           | ポルトガル               | 1–0    | 1–0  | UEFA EURO 2016予選          |
| 2   | 2016年9月5日   | シュコドラ           | 北マケドニア             | 2–1    | 2–1  | 2018 FIFAワールドカップ予選 |
| 3   | 2016年10月6日  | ファドゥーツ         | リヒテンシュタイン       | 2–0    | 2–0  | 2018 FIFAワールドカップ予選 |
| 4   | 2017年3月28日  | エルバサン           | ボスニア・ヘルツェゴビナ | 1–2    | 1–2  | 親善試合                    |
| 5   | 2018年11月20日 | エルバサン           | ウェールズ               | 1–0    | 1–0  | 親善試合                    |
| 6   | 2019年3月25日  | アンドラ・ラ・ベリャ | アンドラ                 | 2–0    | 3–0  | UEFA EURO 2020予選          |
| 7   | 2019年11月14日 | エルバサン           | アンドラ                 | 1–0    | 2–2  | UEFA EURO 2020予選          |
| 8   | 2020年11月11日 | エルバサン           | コソボ                   | 1–0    | 2–1  | 親善試合                    |

## タイトル

### クラブ
ティラナ
- クパ・エ・シュチパリセ: 2010–11, 2011–12
- スーペルクパ・エ・シュチパリセ: 2011

### 個人
- カテゴリア・スペリオレ最優秀若手賞: 2011–12[8]